# ريناتا كونكل
ريناتا كونكل (بالبولندية: Renata Kunkel)‏ هي ملحنة بولندية، ولدت في 1954.